# Dancing (singolo Elisa)
Dancing è un singolo promozionale della cantautrice italiana Elisa, pubblicato nel 2002 come estratto dal terzo album in studio Then Comes the Sun.
Il brano è presente nella colonna sonora del film Casomai di Alessandro D'Alatri, ottenendo la sua prima candidatura ai Nastro d'argento alla migliore canzone originale, assieme a Heaven Out of Hell, anch'esso presente nella colonna sonora del film.
Nel 2007 il brano ha ottenuto successo negli Stati Uniti d'America e Canada, grazie al programma So You Think You Can Dance?, esordendo nella classifica Hot Singles Recurrents stilata da Billboard.

## Descrizione
Da un'intervista fatta ad Elisa da parte di Libero emerge che la cantante abbia effettivamente ballato con la persona descritta del brano. In un'intervista ad Enrico Silvestrin nel 2014, la cantautrice ha dichiarato che Dancing è stata influenzata dai suoi ascolti di Jeff Buckley.

## Promozione
Il brano è presente nella colonna sonora del film Casomai di Alessandro D'Alatri e nella versione italiana del film A Time for Dancing di Peter Gilbert, entrambi nelle sale cinematografiche italiane nel 2002.
All'epoca dell'uscita il brano ha avuto una diffusione esclusivamente radiofonica. Nel 2007 fu scelto come sottofondo musicale per una coreografia del talent show So You Think You Can Dance?, balletto che arrivò tra i finalisti, piazzandosi al quarto posto. Successivamente, Dancing raggiunse le prime venti posizione della classifica di vendita degli iTunes Store statunitense e canadese, vendendo oltre 80 000 copie, oltre alla 25ª posizione della classifica Hot Singles Recurrents stilata da Billboard.
Il successo commerciale del brano porta la Sugar Music ad approvare la pubblicazione di un EP nell'immediato e, dopo qualche mese, della raccolta Dancing negli Stati Uniti d'America il 15 luglio 2008 e in Canada, il 9 agosto successivo, supportata, successivamente, da una tournée nordamericana.

## Video musicale
Come video musicale è stata pubblicata la registrazione di una performance dal vivo tenutasi a Camden Town, nei pressi di Londra. Questo video è stato incluso nel DVD della raccolta Soundtrack '96-'06.

## Tracce
CD promozionale (Italia)
1. Dancing (Radio Edit) - 4:17

Download digitale (Stati Uniti)
1. Dancing - 5:36
2. Dancing (Live from iTunes London Festival)
3. Rock Your Soul - 5:03

## Classifica
| Classifica (2012) | Posizione massima |
| ----------------- | ----------------- |
| Italia            | 33                |

## Riconoscimenti
- Nastro d'argento
  - 2002 – Candidatura alla miglior canzone originale[9] (candidatura ex-equo con Heaven Out of Hell)